# 亞洲唱片
亞洲唱片成立於1957年，是台灣唯一60年以上歷史的唱片公司。

## 特色
- 擁有錄音室「亞洲數位錄音室」，為自行生產、銷售部門一貫作業能力的唱片公司。
- 致力於保存台灣音樂文化，保存有1950年代歌禁以前的台語歌曲文化遺產，包括文夏等30位歌手的900首絕版台灣歌謠。
- 為台灣新世紀音樂的主要製作公司。
- 其音樂製作並不外包，完全採取獨立製作，在台灣唱片界相當特殊。
- 該公司與諦聽文化一家公司兩塊牌子，為佛教音樂的創始者，有代表作品《寒山鐘聲》。
- 所出品的少數古典音樂採用錄音室時間無限制的錄製方式，可完整表達演奏者的表現能力。
- 擁有設備「Telefunken Ela M 251 AC701」為使用CK12震膜的麥克風，並使用「NEVE VR72」混音器(Mixer)。

## 外部連結
- 亞洲唱片 （页面存档备份，存于）
- 亞洲唱片的Facebook專頁